# Ronchetto (Giussago)
Ronchetto è una frazione del comune di Giussago in provincia di Pavia posta a nordovest del centro abitato, verso Casarile.

## Storia
Ronchetto era un comune appartenente alla Campagna Soprana, e nel XVIII secolo era feudo dei Landolfi di Milano. Nello stesso secolo gli furono aggregati gli ex comuni di Cassina Scacabarozzi e Cosnasco, appartenenti allo stesso feudo. Nel 1841 fu unito a Baselica Bologna.

## Società

### Evoluzione demografica
- 86 nel 1751
- 179 nel 1853[1]